# Bridge Studios
The Bridge Studios je kanadski filmski studio u Burnabyju, u Britanskoj Kolumbiji. Ima osam studija u svom sklopu. Sjedište je navjeće pozornice za specijalne efekte u Sjevernoj Americi.
Naziv je izvedenica od Dominion Bridge Company, kompanije konstruktora čeličnih mostova, koja je postojala od 1930. do sredine 1970. godine.
Vlada Birtanske Kolumbije financirala je preobrazbu u trajni filmski studio 1987. U njemu je snimano mnogo poznatih filmova, između ostaloga i serija Stargate SG-1.

## Vanjske poveznice
- Bridge Studios.com